# Мали рогоз
Мали рогоз (Typha minima) је вишегодишња зељаста биљка.

## Опис
Мали рогоз има пузећи ризом, веома витке стабљике, високе од 30 до 70 cm. По својој мањој величини јасно се разликује од других вртса рогози. Листови стерилних изданака су веома узани, линеарни, обично свега 1 до 2 cm широки и не надвисују цваст. Цватне стабљике су при основи окружене кратким лисним рукавцем, без лиске, са ланцетастим, оштрим завршетком, по чему се од других врста такође јасно разликују. Прашнички и тучкови делови цвасти су обично међусобно растављени, или непрекинути. Осовина прашничког дела је без длачица, а женски део цвасти је цилиндричан или јајаст, понекад мало при врху проширен, обрнуто коничан, тамномрке боје. Уз сваки цвет се налази приперак, а околоцветне длачице су дужином једнаке приперку.  

## Станиште
Јавља се дуж речних и језерских обала као и у мочварама.

## Распрострањење
Простире се од централне Европе, преко Италије, Балканског полуострва до источне Румуније. Јавља се у југоисточној Француској, Грчкој и Турској.
У Србији је ретка и насељава област Увца.